# 网脉冬青
网脉冬青（学名：Ilex reticulata）是冬青科冬青属的植物，是中国的特有植物。分布在中国大陆的广西等地，一般生于山坡林中和灌丛中，目前已由人工引种栽培。